# Braungrauer Glanzrüssler
Der Braungraue Glanzrüssler (Polydrusus (Neoeustolus) cervinus), auch als Hirsch-Glanzrüssler bekannt, ist ein Käfer aus der  Familie der Rüsselkäfer und der Unterfamilie Entiminae. Die Art gehört zur Untergattung Neoeustolus.

## Merkmale
Die Käfer sind 3,9–5,7 mm lang. Sie sind mit grauen, kupferfarbenen und dunkelbraunen Schuppen bedeckt. Die Flügeldecken weisen zahlreiche dunkle Flecke auf. Die Femora sind scharf gezähnt.
Eine sehr ähnliche Käferart ist Polydrusus pilosus.

## Verbreitung
Der Braungraue Glanzrüssler ist in Europa weit verbreitet. Die Art kommt auch auf den Britischen Inseln vor. Nach Osten reicht das Vorkommen bis nach Sibirien. In Nordamerika wurde die Art eingeführt. Dort ist sie mittlerweile in Neuengland und in Ost-Kanada (Québec) vertreten.

## Lebensweise
Die Käfer trifft man hauptsächlich im Frühjahr von April bis Juni sowie im Herbst an. Man findet sie am Laub breitblättriger Bäume wie Eiche, Birke und Hasel. 
Die im Boden lebenden Larven fressen an den Wurzeln von Gewöhnlichem Knäuelgras (Dactylis glomerata).

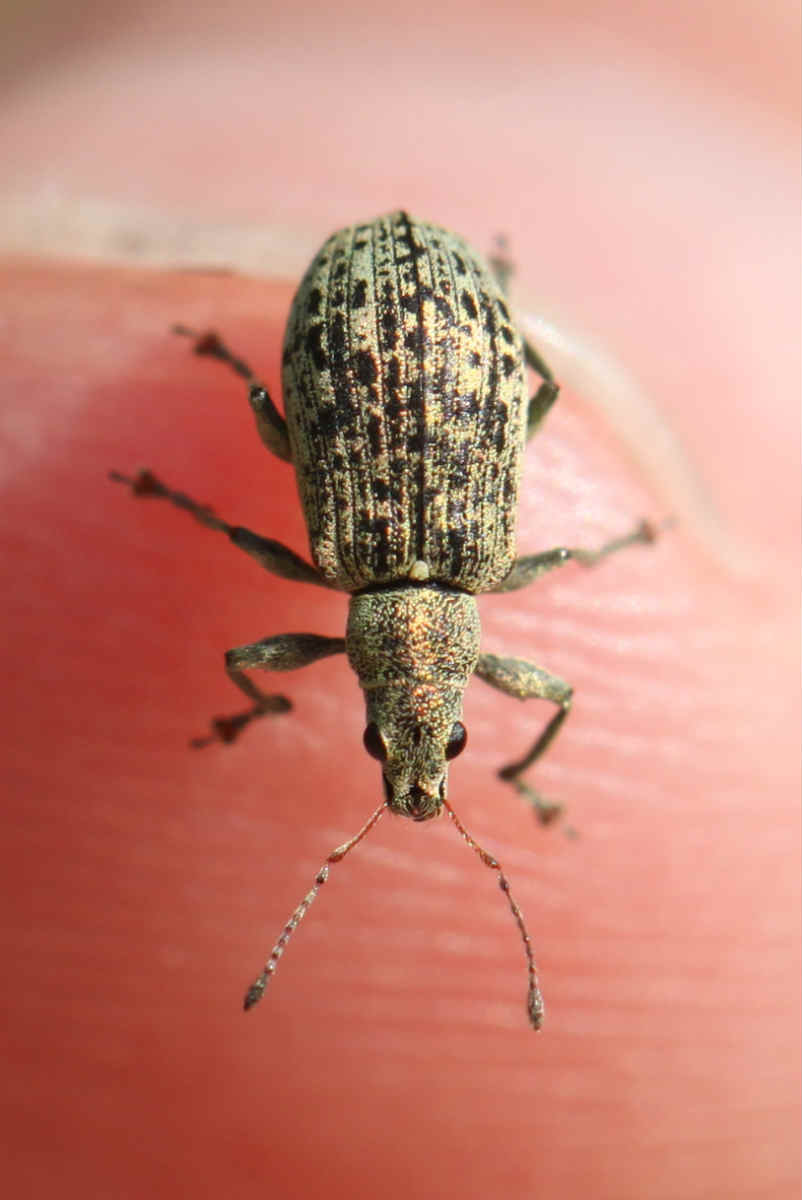
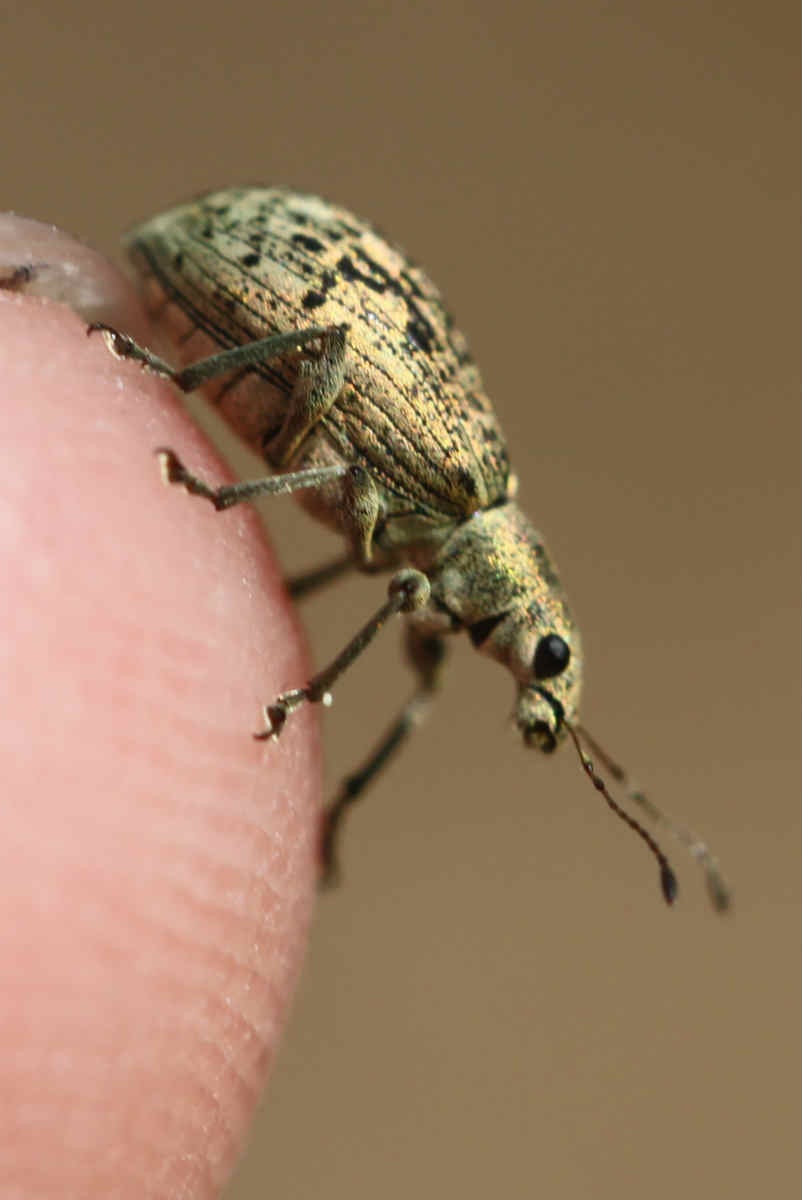